# Mezzovico-Vira
Mezzovico-Vira är en ort och kommun  i distriktet Lugano i kantonen Ticino, Schweiz. Kommunen har 1 368 invånare (2023).
Orten består av ortsdelarna Mezzovico och Vira,